# تشارلز إي. ماكنزي
تشارلز إي. ماكنزي (بالإنجليزية: Charles E. McKenzie)‏ هو شخصية أعمال وسياسي أمريكي، ولد في 3 أكتوبر 1896، وتوفي في 7 يونيو 1956 في الولايات المتحدة. حزبياً، نشط في الحزب الديمقراطي. انتخب عضو مجلس النواب الأمريكي.